# Estadio de Anoeta

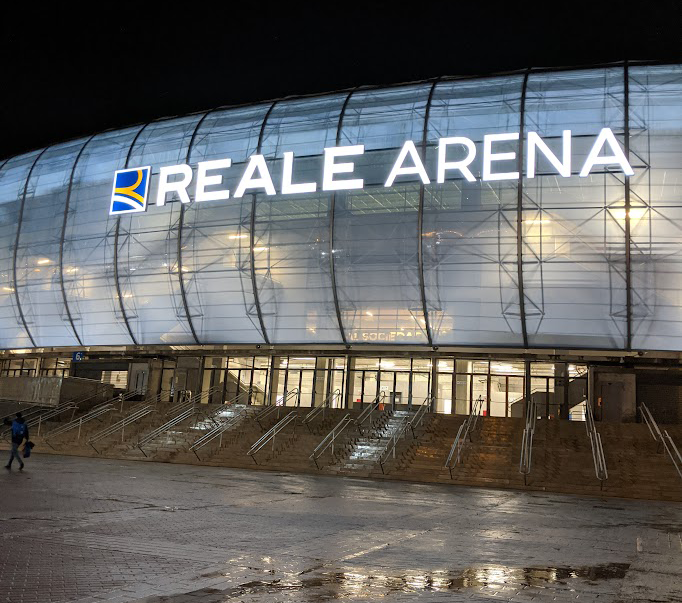
Exterior del estadio

El Estadio Municipal de Anoeta es un recinto deportivo ubicado en San Sebastián (Guipúzcoa, País Vasco, España). Se encuentra en el barrio de Amara, en el paseo de Anoeta, 1. 
El estadio fue inaugurado en 1993 y cuenta actualmente con capacidad para 40 000 espectadores. Anoeta es de propiedad municipal y es el estadio donde disputa sus partidos como local la Real Sociedad de Fútbol y la Real Sociedad B, equipo de la Primera División de España y primera RFEF, aunque también se celebran en él ocasionalmente conciertos musicales, partidos de rugby y jornadas deportivas, entre otros eventos.
Desde la temporada 2021-22 la Real Sociedad B, con motivo de su ascenso a Segunda División, también juega sus partidos como local en este estadio.

## Historia
El Estadio de Anoeta fue levantado en reemplazo de la Ciudad deportiva de Anoeta (construida en los años cincuenta del siglo XX) con un programa propio de la época: albergue juvenil; pistas descubiertas de baloncesto, balonmano y hockey; campo de fútbol de gravilla; piscina de 25 m con trampolín olímpico; gimnasio, pista de tenis y pista de atletismo de ceniza (que luego sería sustituida por material sintético). Posteriormente, hasta bien entrados los años 70, se fueron agregando otras instalaciones cubiertas (pabellón, frontón corto, trinquete, frontón largo), un velódromo (posteriormente se cubriría y se instalaría en su interior una pista de atletismo) y una pista de patinaje sobre hielo.
A finales de los años 80 se tomó la decisión de que, en sustitución del viejo campo de fútbol de Atocha (inaugurado en 1913), se ubicara en Anoeta el campo de fútbol en el que iba a jugar la Real Sociedad. Esto iba a condicionar de manera sustancial el futuro del complejo deportivo. También entonces se optó por que la nueva instalación fuera un estadio, es decir, que el campo de fútbol estuviera circundado por unas pistas de atletismo. Fue inaugurado el 29 de julio de 1993 con motivo de la celebración de los Campeonatos Europeos Júnior de Atletismo. Acogió su primer partido de fútbol el 13 de agosto, un amistoso de la Real Sociedad contra el Real Madrid. Loren marcó el primer gol de la historia del estadio. Ese día se celebró la fiesta de inauguración, llamada "Kaixo Anoeta", en la que se colocó en el centro del campo de fútbol un trozo de césped proveniente del estadio de Atocha y hubo conciertos de Luz Casal, Oskorri y Javier Gurruchaga con la Orquesta Mondragón.
Su construcción fue financiada por el Ayuntamiento de San Sebastián, la Diputación Foral de Guipúzcoa y la propia Real Sociedad de Fútbol. El Estadio lo gestiona la sociedad pública Anoeta Kiroldegia-Ciudad Deportiva Anoeta S.A.
En el estadio se han celebrado varios partidos de la selección de fútbol de Euskadi, incluyendo uno de la selección femenina en 2012.
Durante las dos primeras décadas del siglo XXI ha sido utilizado ocasionalmente por los equipos de rugby vasco-franceses Biarritz Olympique y Aviron Bayonnais.
Han dado conciertos en el estadio artistas de repercusión internacional como Pink Floyd (1994), U2 (2005 y 2010), Depeche Mode (2006), The Rolling Stones (2007), Bruce Springsteen (2008 y 2012) o Bon Jovi (2011).
En 1995 el estadio acogió el Concierto por la Paz, en el que participaron el Orfeón Donostiarra, Séptimo Sentido, la Orquesta Mondragón, Cómplices, Nacho Cano, Imanol, Andrés Calamaro, Gorka Knörr, Marina Rossell y Urko.
En 1997 el Orfeón Donostiarra, para celebrar su primer siglo de existencia, ofreció un concierto con Mikel Laboa en el estadio.
En 1998 Anoeta celebró, a la vez que otros cuatro estadios (San Mamés, El Sadar, Mendizorroza y Agilera), unidos con imagen y sonido en directo vía satélite, la fiesta en favor del euskera Bai euskarari.
En 2009 el estadio acogió actos para celebrar el centenario de la Real Sociedad. El 15 de agosto jugó un partido contra el Real Madrid. Ese mismo día el cantante Mikel Erentxun, el bertsolari Andoni Egaña, Asier Gozategi (del grupo Gozategi) e Inés Osinaga (del grupo Gose) interpretaron el himno del centenario, compuesto por los dos primeros. También ese día la sociedad gastronómica Unión Artesana dio una vuelta al estadio tocando marchas de la tamborrada. Esa misma jornada los aficionados felicitaron al club de fútbol cantando con la ayuda de la soprano Amaya Arberas. El 8 de septiembre en el estadio se homenajearon los mejores jugadores de la historia del club, al celebrarse 100 años y un día de su fundación.

### Propuestas de cambio y ampliación
En 2004, el entonces presidente de la Real Sociedad, José Luis Astiazarán, presentó el proyecto Gipuzkoarena. Planeado para ser terminado en 2007, pretendía elevar el número de plazas a 42 000, suprimiendo la pista de atletismo. El proyecto preveía además la construcción de un hotel y de tiendas, entre otros. Fue pronto rechazado por el Ayuntamiento.
A finales de 2007, el entonces candidato a presidente de la Real Sociedad, Iñaki Badiola, propuso que el club comprara el estadio. Esta propuesta fue rápidamente rechazada por el Ayuntamiento. En 2008, Badiola, ya como presidente, hizo otras dos propuestas para el estadio, una de ellas similar a la de Gipuzkoarena. Iban a ser estudiadas por el Ayuntamiento. Pero Badiola terminó su mandato el 20 de diciembre de ese mismo año.

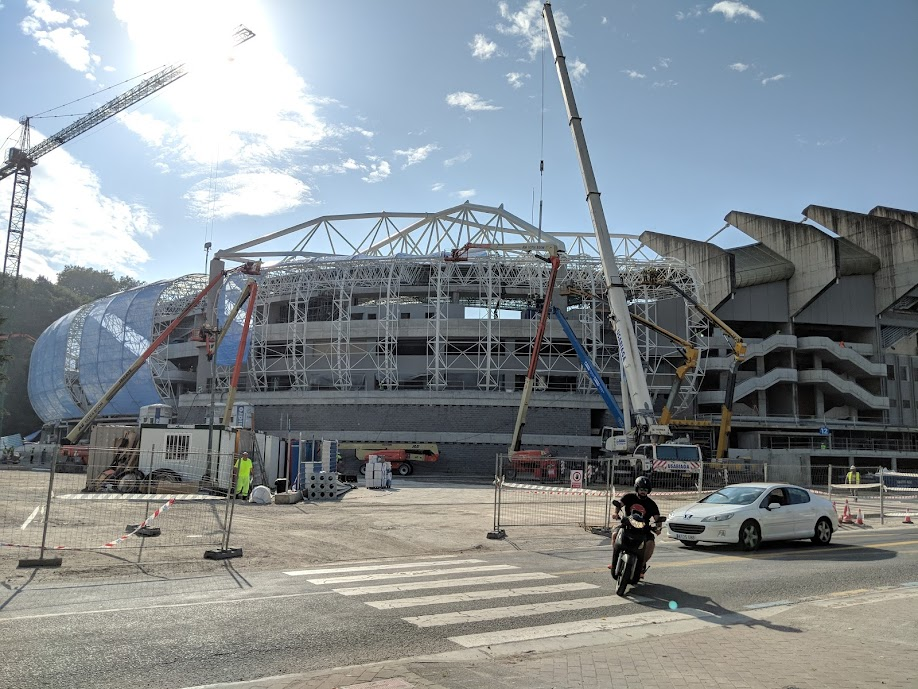
Anoeta en obras

Bajo el mandato de su sucesor, Jokin Aperribay, se comenzó a dar pasos para remodelar el estadio, en propuestas de ampliación como "Anoeta Berria", encontrando obstáculos e impedimentos varios, como los recursos del abogado Javier Olaverri, que acusaba a los promotores de tratar de desviar ilegalmente dinero público a fines privados.
Finalmente, tras una compleja lucha por su aprobación, en el verano de 2017, comenzaron las obras en las que se suprimieron las pistas de atletismo y se amplió su aforo hasta los 40 000 espectadores. El estadio remodelado se estrenó el 14 de septiembre de 2019 frente al Atlético de Madrid y una asistencia récord de alrededor de 36.000 espectadores.

## Localización
El Estadio de Anoeta está ubicado al Sur del barrio de Amara en San Sebastián y su dirección es Anoeta Pasealekua, 1 - 20014 San Sebastián. Ocupa aproximadamente el solar que albergaba la antigua pista atlética. El estadio forma parte de la denominada Ciudad Deportiva de Anoeta, junto su "hermano menor" miniestadio municipal de Anoeta, los frontones Atano III y Carmelo Balda, el polideportivo municipal José Antonio Gasca, el palacio municipal de deportes Antonio Elorza (Kirol Jauregia / Velódromo), el polideportivo municipal Piscinas Paco Yoldi, el palacio de hielo Txuri-Urdin y un skatepark. Junto a este complejo deportivo se encuentra el recinto multiusos Donostia Arena 2016 (Plaza de Toros de Illumbe).
El edificio del estadio alberga, además del campo de fútbol, un centro cultural (Ernest Lluch), un recinto con oficinas de federaciones deportivas (Kirol Etxea), la sede de la Federación Guipuzcoana de Fútbol, las oficinas de la Real Sociedad, la tienda de la Real Sociedad y el museo de la Real Sociedad.
Junto al estadio se hallan los monumentos en memoria de Aitor Zabaleta y Alberto Ormaetxea.
Cuenta, a escasos metros, con una boca de Topo (metro) de la estación homónima al estadio que permite conectar rápidamente a los aficionados con el resto de la ciudad y otros municipios de la provincia de Guipúzcoa.

### Comunicaciones

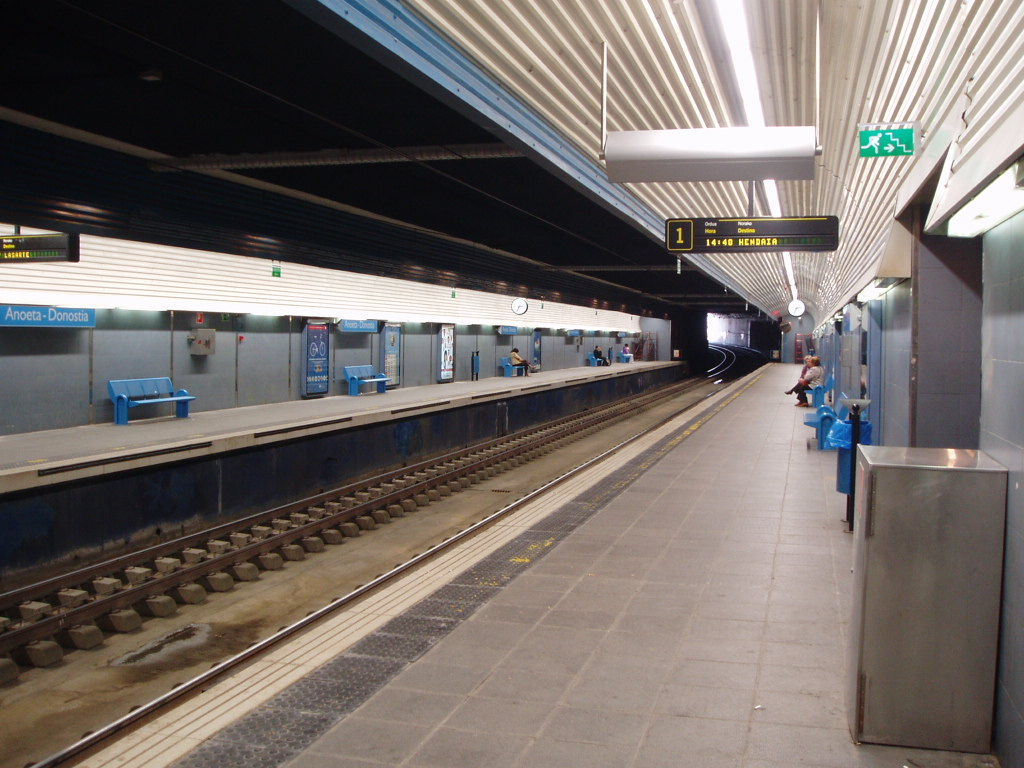
Estación de Anoeta de Euskotren

| Servicio                                                   | Servicio                                    | Estación                                               | Distancia al estadio |
| ---------------------------------------------------------- | ------------------------------------------- | ------------------------------------------------------ | -------------------- |
|                                                            | Euskotren                                   | Anoeta; líneas:                                        | 100 m                |
|                                                            | Dbus                                        | Errondo-Anoeta; líneas: 21 43                          | 115 m                |
| Anoeta; líneas: 17 28 31 37; gautxoriak (nocturnos): B4 B9 | Dbus                                        | 200 m                                                  |                      |
| Madrid,28; líneas: 24 26                                   | Dbus                                        | 240 m                                                  |                      |
| Lurraldebus                                                | Lurraldebus                                 | Anoeta Dorrea; líneas: E03 E07 E08                     | 200 m                |
| Lurraldebus                                                | Lurraldebus                                 | Madrid,28-30; líneas: E50 E51 E52 E55 E59              | 240 m                |
| Lurraldebus                                                | Lurraldebus                                 | Madrid,19; líneas: BU12; gautxoriak (nocturnos): BU40G | 240 m                |
| Lurraldebus                                                | Lurraldebus                                 | Errondo; líneas: BU50B BU51B BU55B BU57B               | 250 m                |
|                                                            | Autobuses interurbanos y de largo recorrido | Estación de autobuses de San Sebastián                 | 2,1 km               |
|                                                            | Cercanías San Sebastián                     | Loyola; línea                                          | 2 km                 |
| San Sebastián; línea                                       | Cercanías San Sebastián                     | 2,2 km                                                 |                      |
| Renfe Operadora                                            | Renfe (MD y Alvia)                          | San Sebastián; línea Madrid-Hendaya                    | 2,2 km               |
|                                                            | SNCF (TER, Intercités y TGV)                | Hendaya                                                | 22 km                |
| Aeropuerto                                                 | Aeropuerto de San Sebastián                 | Fuenterrabía                                           | 21,8 km              |
| Taxi                                                       | Taxi San Sebastián                          | Errondo-Anoeta (bus)                                   | 115 m                |
|                                                            | Dbizi (alquiler público de bicicletas)      | Estación 65 (Olaeta/Ferrerías)                         | 150 m                |
|                                                            | Aparcamiento                                | Donostia Arena 2016 (Illunbe)                          | 350 m                |

## Partidos selección de Euskal Herria

### Selección de fútbol de Euskal Herria
La selección de Euskal Herria ha disputado seis partidos en San Sebastián, cinco de ellos en el Estadio de Anoeta. </ref>
| Amistoso; 22 de diciembre de 1993 | Euskal Herria                   | 3:1 (1:1) | Bolivia    |                                                            |                                                            |
|                                   | Guerrero 24' · Salinas 63', 83' |           | Moreno 15' | Asistencia: 23.000 espectadores Árbitro(s): Urio Velázquez | Asistencia: 23.000 espectadores Árbitro(s): Urio Velázquez |

| Amistoso; 22 de diciembre de 1998 | Euskal Herria                                               | 5:1 (0:1) | Uruguay   |                               |                               |
|                                   | de Paula 49' · Idiakez 51' · Ziganda 68', 88' · Urrutia 82' |           | Poyet 10' | Árbitro(s): Iturralde Gonález | Árbitro(s): Iturralde Gonález |

| Amistoso; 29 de diciembre de 2004 | Euskal Herria  | 2:0 (1:0) | Honduras |                               |                               |
|                                   | Yeste 20', 35' |           |          | Árbitro(s): Iturralde Gonález | Árbitro(s): Iturralde Gonález |

| Amistoso; 23 de junio de 2012 | Euskal Herria | 1:0 (1:0) | Eslovaquia |                               |                               |
|                               | Orueta 8'     |           |            | Asistencia: 7000 espectadores | Asistencia: 7000 espectadores |

| Amistoso; 29 de diciembre de 2012 | Euskal Herria                                                      | 6:1 (4:0) | Bolivia     |                                                               |                                                               |
|                                   | Aduriz 9', 16' · Toquero 22', 56' · Ibai Gómez 27' · Agirretxe 90' |           | Pontons 78' | Asistencia: 26 000 espectadores Árbitro(s): Iturralde Gonález | Asistencia: 26 000 espectadores Árbitro(s): Iturralde Gonález |

## Eventos musicales celebrados en el estadio de Anoeta
- 25 de julio de 1994: concierto de Pink Floyd - Pulse Tour
- 17 de junio de 1995: Concierto por la Paz
- 9 de agosto de 1997: concierto centenario del Orfeón Donostiarra
- 9 de agosto de 2005: concierto de U2 - Vertigo Tour
- 22 de julio de 2006: concierto de Depeche Mode - Touring the Angel
- 23 de junio de 2007: concierto de The Rolling Stones - A Bigger Bang Tour
- 15 de julio de 2008: concierto de Bruce Springsteen & The E Street Band - Magic Tour
- 26 de septiembre de 2010: concierto de U2 - U2 360° Tour
- 29 de julio de 2011: concierto de Bon Jovi - The Circle Tour (rebautizado como Open Air Tour primero y como Live 2011 Tour después)
- 2 de junio de 2012: concierto de Bruce Springsteen & The E Street Band - Wrecking Ball Tour
- 17 de mayo de 2016: concierto de Bruce Springsteen & The E Street Band - The River Tour 2016
- 5 de junio de 2024: concierto de Rammstein - Europe Tour 2024